# パリ市立近代美術館
パリ市立近代美術館（パリしりつきんだいびじゅつかん、フランス語: Musée d'art moderne de la Ville de Paris）は、パリ16区、パレ・ド・トーキョー東翼内にある美術館である。

## 概要
1937年のパリ万国博覧会の際に開館が構想されたが、実際の開館は1961年であった。収蔵作品は20世紀の絵画や彫刻、約8000点よりなる。1937年万博で制作・展示された近代美術作品や家具・製品デザインもコレクションの核となっている。

## 主な収蔵品
- パブロ・ピカソ『招魂（カサヘマスの埋葬）』（1901年）
- モーリス・ユトリロ『ブラン・マントーの教会』（1911年）
- キース・ヴァン・ドンゲン『花を盛った水盤』（1917年）
- アメデオ・モディリアーニ『青い目の女』（1919年頃）
- アンリ・マティス『トルコ椅子にもたれるオダリスク』（1928年）
- ラウル・デュフィ『電気の精』（1937年）
- 藤田嗣治『礼拝』（1963年）
- ジャン・メッツァンジェ L'Oiseau bleu (The Blue Bird) （1912-13年）
- アルベール・グレーズ Les Baigneuses (The Bathers) （1912年）
- アンドレ・ロート L'Escale （1913年）
- ラウル・デュフィ Le Cavalier arabe (Le Cavalier blanc) （1914年）

### ギャラリィー

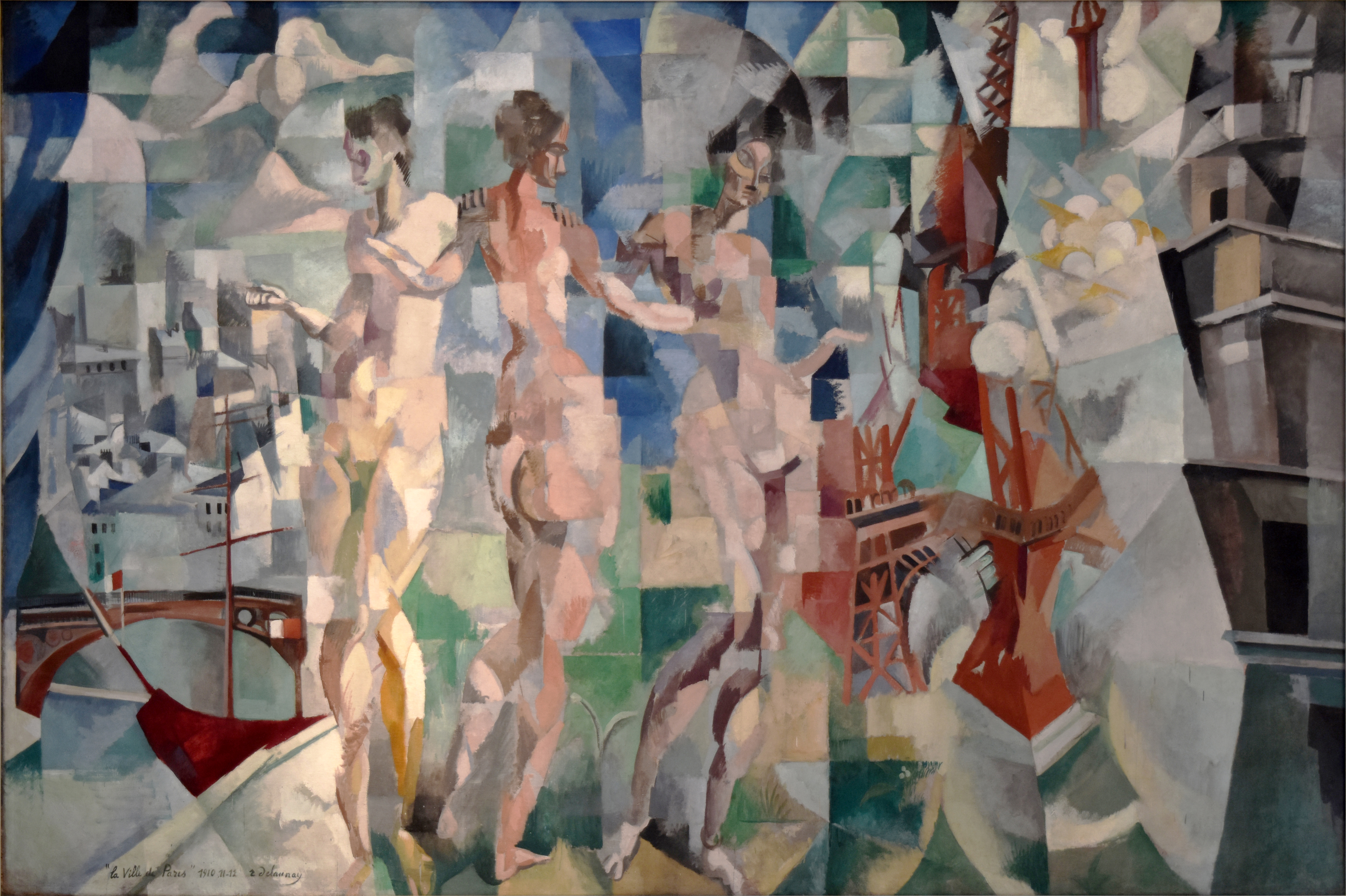
ロベール・ドローネー, La Ville de Paris （1912年）, oil on canvas, 267 × 406 cm
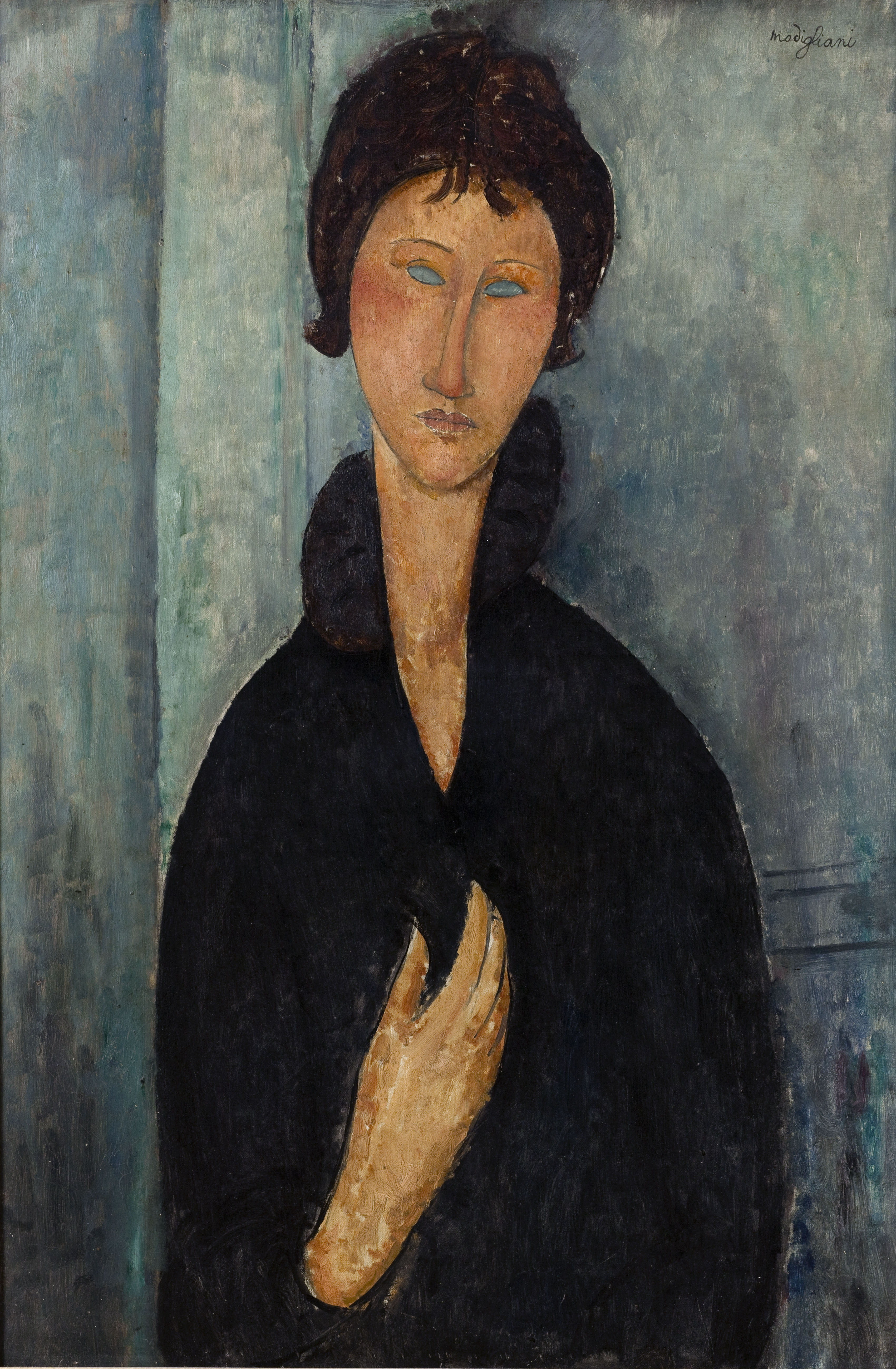
アメデオ・モディリアーニ, 『青い目の女』（1919年頃）, oil on canvas, 81 x 54 cm
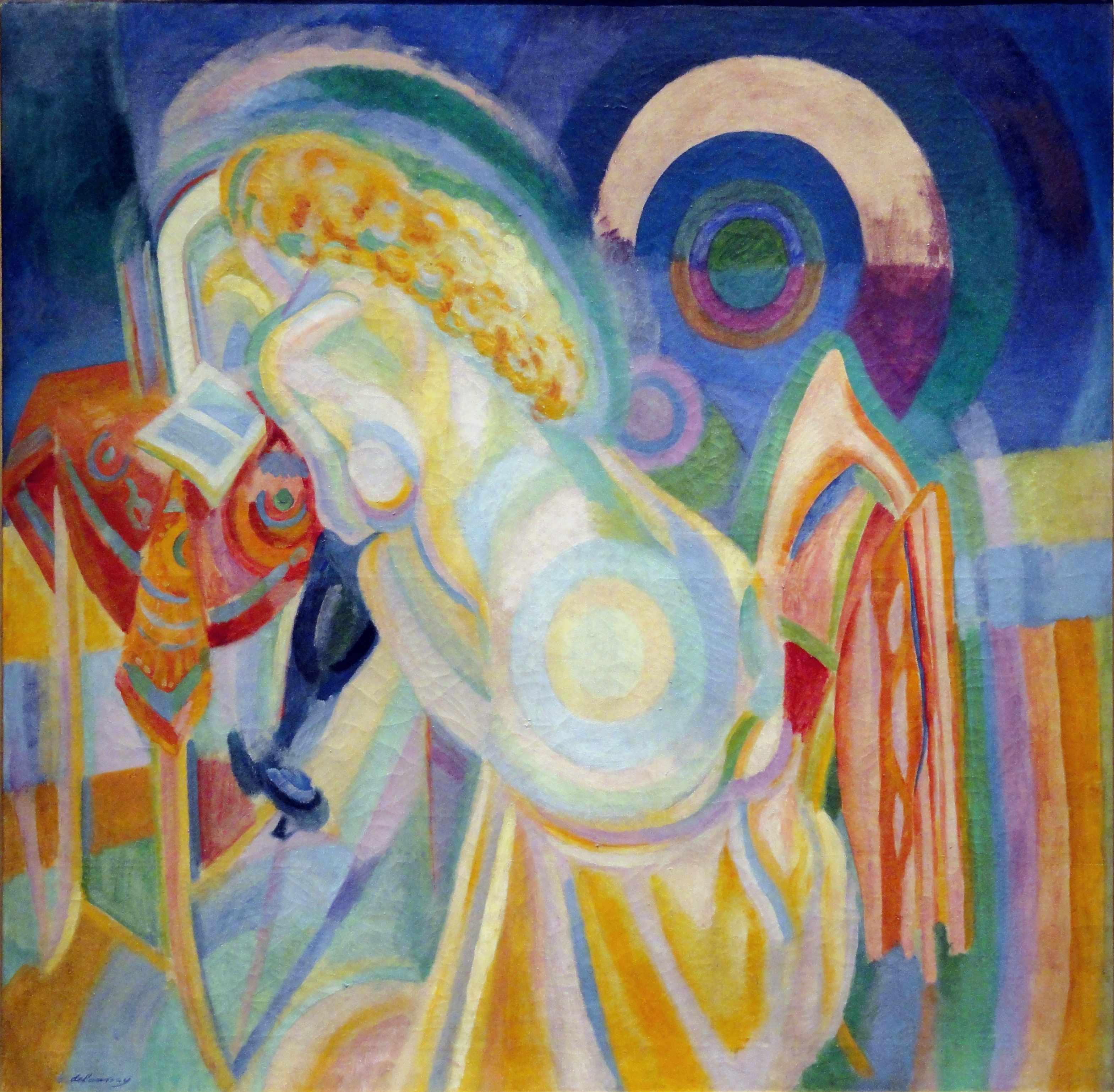
ロベール・ドローネー, Nu à la toilette (Nu à la coiffeuse), （1915年）, oil on canvas, 140 × 142 cm

## 盗難
2010年5月20日、パリ市立近代美術館から5枚の絵画が盗まれた。パブロ・ピカソの『鳩と小さなえんどう豆』（1912）、ジョルジュ・ブラックの『エスタックの近くのオリーブの木』、アンリ・マティスの『田園風景』、アメデオ・モディリアーニの『扇を持つ女性』、フェルナン・レジェの『ろうそくのある静物』の5枚で、被害額は1億ユーロ（約111億円）であった。美術館の窓が割られ、監視カメラにはマスクをした男性一人が絵画を盗み出すところが映っていた。当局は単独犯による犯行とみている。犯人は注意深く絵画を額縁から外し、カンバスのみ持ち去った。事件当時なぜ警報が鳴らなかったのか不明で、盗難に気がついたのは職員が美術館に出勤した朝7時少し前であった。この盗難は2008年にビュールレ・コレクションで起こった盗難に次ぐ史上2番目に被害額の大きい事件となった。
2011年9月に盗難に関わったとして3人が逮捕されているが、絵画はまだ見つかっていない。

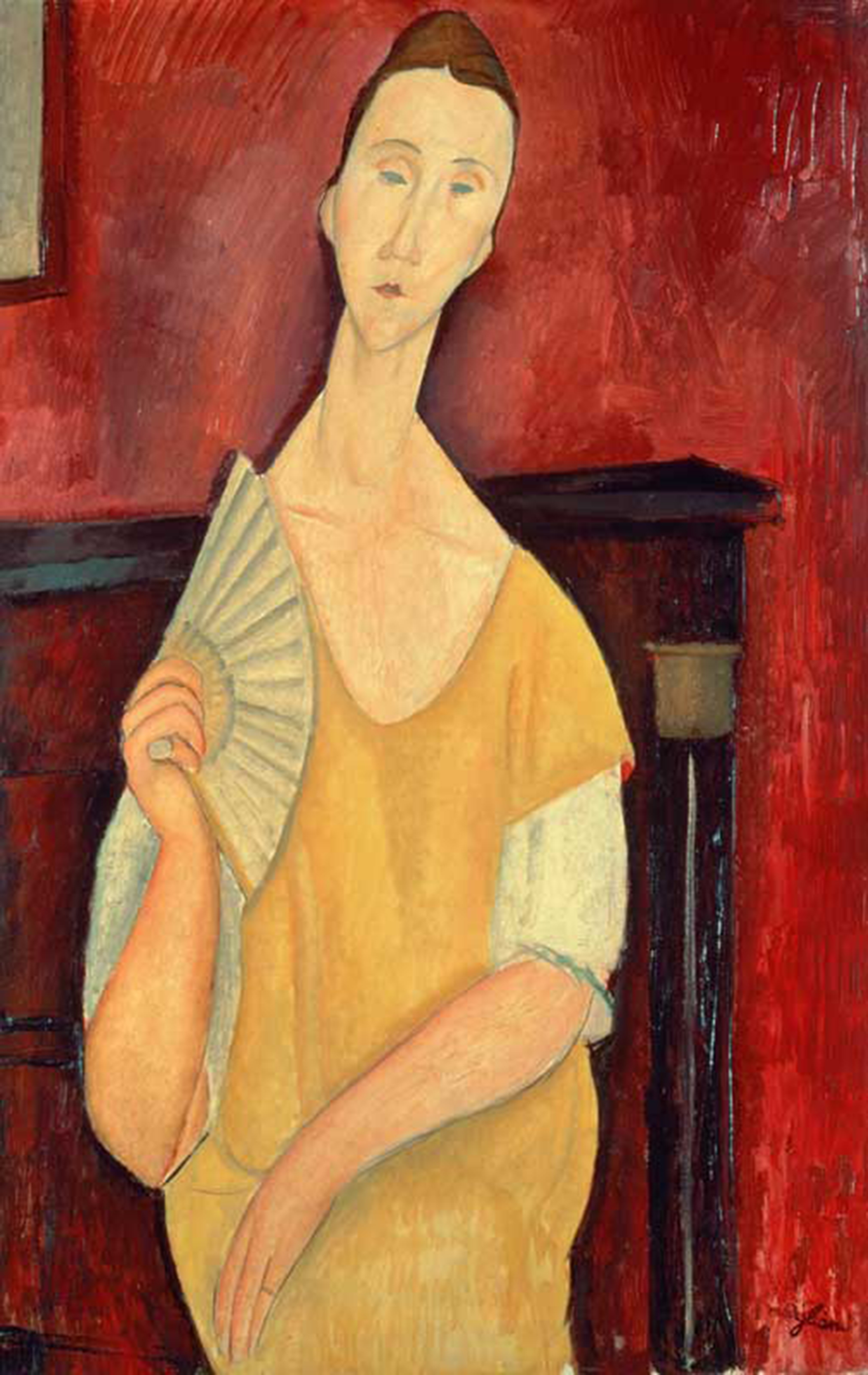
『扇を持つ女性（フランス語版）』 アメデオ・モディリアーニ

## 交通
- メトロ アルマ＝マルソー駅から徒歩
- メトロ9号線 イエナ駅より徒歩1分

## 参照
1. ↑  “The Art Newspaper Ranking VISITOR FIGURES 2016” (PDF).   The Art Newspaper. 2017年10月18日閲覧。
2. 1 2  Hewage, Tim (2010年5月20日). “Thief Steals Paintings In Paris Art Heist”. Sky News 2010年5月20日閲覧。
3. 1 2  Jones, Sam (2010年5月20日). “Picasso and Matisse masterpieces stolen from Paris museum”. The Guardian 2010年5月20日閲覧。
4. ↑  “パリの美術館で名画5点盗難、被害総額史上2位”. AFPBB News. (2010年5月21日)
5. 1 2  “Matisse, Picasso and other masterpieces stolen from Paris museum”. France 24. (2010年5月20日) 2010年5月20日閲覧。
6. ↑  Bremner, Charles (2010年5月20日). “Masked thief steals masterpieces worth €500 million from Paris museum”. The Times 2010年5月20日閲覧。
7. ↑  “Five masterpieces stolen from Paris modern art museum”. BBC News (BBC). (2010年5月20日) 2010年5月20日閲覧。
8. ↑  “£430 million art stolen from Paris museum in 'heist of the century'”. London Evening Standard. (2010年5月20日).  オリジナルの2010年5月22日時点におけるアーカイブ。 2010年5月20日閲覧。
9. ↑  “ピカソ盗難で３人逮捕　絵画は未回収”. 47NEWS. (2011年10月2日)